# فيرنون شو
فيرنون شو (بالإنجليزية: Vernon Shaw)‏ هو سياسي دومينيكي، ولد في 13 مايو 1930 في روسو في دومينيكا، وتوفي بنفس المكان في 2 ديسمبر 2013 بسبب نوبة قلبية. حزبياً، نشط في United Workers' Party (Dominica) ‏.
تم انتخاب شو لفترة ولاية مدتها خمس سنوات رئيسًا من قبل مجلس النواب في 2 أكتوبر 1998، باعتباره مرشح حزب العمال المتحد (UWP).